# Monastero di Vankasar
La chiesa di Vankasar (in armeno Վանքասար) è un monastero situato nel distretto di Ağdam in Azerbaigian. Più precisamente si trova a pochi chilometri dalla città di Martakert. 
Si tratta di un piccolo edificio, costruito con la locale pietra calcarea del colore della sabbia e situato in cima al colle omonimo e per questo visibile a molti chilometri di distanza, dal colle si gode una buona vista sull'area archeologica di Tigranocerta dell'Artsakh.
Il suo nome significa "Monastero di montagna", per quanto si elevi solo di circa trecento metri sul livello dell'altopiano sottostante (680 m slm), a poco più di otto chilometri a nord ovest di Ağdam.
La data di costruzione viene fatta risalire VII secolo, probabilmente sotto gli auspici del re Vachagan Barepsht (Vachagan II detto il Pio). L'edificio era molto conosciuto ed è citato in numerose cronache dei secoli scorsi.
L'edificio si presenta con la classica pianta cruciforme con linea geometrica molto semplice tipica dell'architettura armena di epoca medievale. Non è dato sapere se vi fossero altri edifici oltre alla cappella oggi ancora presente. Circa a due chilometri a nord si trova una piccola cappella scavata nella roccia.
Nel 1986 furono avviati lavori di restauro conclusi nel 1993. L'edificio ha subito dei danni nel corso della Prima guerra del Nagorno Karabakh quando un proiettile ha colpito la facciata occidentale mettendo a rischio la stabilità della parete. Nel 2012 sono stati completati i lavori di riparazione e rinforzo della struttura.
Anche durante la seconda guerra del Nagorno Karabakh la costruzione ha subito danni minori.